# Antigona puerpera
Antigona puerpera is een tweekleppigen soort uit de familie Veneridae. De wetenschappelijke naam is gepubliceerd in 1758 door Linnaeus in de tiende editie van Systema naturae.